# Olympische Sommerspiele 2012/Schwimmen – 200 m Freistil (Männer)
Der Wettbewerb über 200 Meter Freistil der Männer bei den Olympischen Spielen 2012 in London wurde am 29. und 30. Juli 2012 im London Aquatics Centre ausgetragen. 33 Athleten nahmen daran teil.
Es fanden sechs Vorläufe statt. Die 16 schnellsten Schwimmer aller Vorläufe qualifizierten sich für die zwei Halbfinals, die am gleichen Tag ausgetragen wurden. Auch hier qualifizierten sich die Finalteilnehmer über die acht schnellsten Zeiten beider Halbfinals.
Abkürzungen:

WR = Weltrekord, OR = olympischer Rekord, NR = nationaler Rekord

ER = Europarekord, NAR = Nordamerikarekord, SAR = Südamerikarekord, ASR = Asienrekord, AFR = Afrikarekord, OZR = Ozeanienrekord

## Bestehende Rekorde
| Weltrekord         | Paul Biedermann ( Deutschland)       | 1:42,00 min | Rom, Italien                | 28. Juli 2009   |
| Olympischer Rekord | Michael Phelps ( Vereinigte Staaten) | 1:42,96 min | Peking, Volksrepublik China | 12. August 2008 |

## Titelträger
| Olympiasieger | Michael Phelps ( Vereinigte Staaten) | 1:42,96 min | Peking 2008   |
| Weltmeister   | Ryan Lochte ( Vereinigte Staaten)    | 1:44,44 min | Shanghai 2011 |
| Europameister | Paul Biedermann ( Deutschland)       | 1:46,27 min | Debrecen 2012 |

## Vorlauf

### Vorlauf 1
29. Juli 2012
| Platz | Name            | Nation                  | Zeit        | Anmerkung |
| ----- | --------------- | ----------------------- | ----------- | --------- |
| 1     | Nicholas Schwab | Dominikanische Republik | 1:53,41 min | NR        |
| 2     | Gilles Marquet  | Mauritius               | 1:58,91 min |           |
| 3     | Anderson Lim    | Brunei                  | 2:02,26 min | NR        |

### Vorlauf 2
29. Juli 2012
| Platz | Name              | Nation      | Zeit        | Anmerkung |
| ----- | ----------------- | ----------- | ----------- | --------- |
| 1     | Matias Koski      | Finnland    | 1:49,84 min |           |
| 2     | Radovan Siljevski | Serbien     | 1:51,40 min |           |
| 3     | Mario Montoya     | Costa Rica  | 1:51,66 min |           |
| 4     | Sebastián Jahnsen | Peru        | 1:52,36 min |           |
| 5     | Jessie Lacuna     | Philippinen | 1:52,91 min |           |
| 6     | Raúl Martínez     | Puerto Rico | 1:54,23 min |           |

### Vorlauf 3
29. Juli 2012
| Platz | Name                  | Nation     | Zeit        | Anmerkung |
| ----- | --------------------- | ---------- | ----------- | --------- |
| 1     | Blake Worsley         | Kanada     | 1:48,14 min |           |
| 2     | Nimrod Shapira Bar-Or | Israel     | 1:48,60 min |           |
| 3     | Cristian Quintero     | Venezuela  | 1:48,71 min |           |
| 4     | Glenn Surgeloose      | Belgien    | 1:48,77 min |           |
| 5     | David Brandl          | Österreich | 1:49,00 min |           |
| 6     | Ahmed Mathlouthi      | Tunesien   | 1:49,68 min |           |
| 7     | Tiago Venâncio        | Portugal   | 1:52,36 min |           |
| —     | Mads Glæsner          | Dänemark   | DNS         |           |

### Vorlauf 4
29. Juli 2012
| Platz | Name             | Nation         | Zeit        | Anmerkung |
| ----- | ---------------- | -------------- | ----------- | --------- |
| 1     | Danila Isotow    | Russland       | 1:46,61 min |           |
| 2     | Robert Renwick   | Großbritannien | 1:46,86 min |           |
| 3     | Paul Biedermann  | Deutschland    | 1:47,27 min |           |
| 4     | Grégory Mallet   | Frankreich     | 1:47,39 min |           |
| 5     | Dominik Meichtry | Schweiz        | 1:47,97 min |           |
| 6     | Ieuan Lloyd      | Großbritannien | 1:48,52 min |           |
| 7     | Clemens Rapp     | Deutschland    | 1:48,75 min |           |
| 8     | Marco Belotti    | Italien        | 1:49,14 min |           |

### Vorlauf 5
29. Juli 2012
| Platz | Name          | Nation             | Zeit        | Anmerkung |
| ----- | ------------- | ------------------ | ----------- | --------- |
| 1     | Sun Yang      | China              | 1:46,24 min |           |
| 2     | Ryan Lochte   | Vereinigte Staaten | 1:46,45 min |           |
| 3     | Ricky Berens  | Vereinigte Staaten | 1:47,07 min |           |
| 4     | Dominik Kozma | Ungarn             | 1:47,18 min |           |
| 5     | Brett Fraser  | Cayman Islands     | 1:47,74 min |           |
| 6     | Li Yunqi      | China              | 1:48,72 min |           |
| 7     | Ben Hockin    | Paraguay           | 1:48,91 min |           |
| 8     | Dion Dreesens | Niederlande        | 1:49,00 min |           |

Ben Hockin, dessen Vater Brite ist, war bei den Olympischen Spielen 2008 in Peking Mitglied der britischen 4-mal-100-Meter-Freistilstaffel.

### Vorlauf 6
29. Juli 2012
| Platz | Name                  | Nation         | Zeit        | Anmerkung |
| ----- | --------------------- | -------------- | ----------- | --------- |
| 1     | Yannick Agnel         | Frankreich     | 1:46,60 min |           |
| 2     | Park Tae-hwan         | Südkorea       | 1:46,79 min |           |
| 3     | Kenrick Monk          | Australien     | 1:46,94 min |           |
| 4     | Sebastiaan Verschuren | Niederlande    | 1:47,31 min |           |
| 5     | Thomas Fraser-Holmes  | Australien     | 1:47,50 min |           |
| 6     | Artjom Lobusow        | Russland       | 1:47,91 min |           |
| 7     | Matthew Stanley       | Neuseeland     | 1:48,19 min |           |
| 8     | Shaune Fraser         | Cayman Islands | 1:48,53 min |           |

Shaune und Brett Fraser von den Cayman Islands sind Brüder.

## Halbfinale

### Lauf 1
29. Juli 2012
| Platz | Name             | Nation             | Zeit        | Anmerkung |
| ----- | ---------------- | ------------------ | ----------- | --------- |
| 1     | Paul Biedermann  | Deutschland        | 1:46,10 min |           |
| 2     | Ryan Lochte      | Vereinigte Staaten | 1:46,31 min |           |
| 3     | Robert Renwick   | Großbritannien     | 1:46,65 min |           |
| 3     | Danila Isotow    | Russland           | 1:46,65 min |           |
| 5     | Ricky Berens     | Vereinigte Staaten | 1:46,87 min |           |
| 6     | Brett Fraser     | Cayman Islands     | 1:47,01 min |           |
| 7     | Grégory Mallet   | Frankreich         | 1:47,56 min |           |
| 8     | Dominik Meichtry | Schweiz            | 1:48,25 min |           |

### Lauf 2
29. Juli 2012
| Platz | Name                  | Nation      | Zeit        | Anmerkung |
| ----- | --------------------- | ----------- | ----------- | --------- |
| 1     | Sun Yang              | China       | 1:45,61 min |           |
| 2     | Yannick Agnel         | Frankreich  | 1:45,84 min |           |
| 3     | Park Tae-hwan         | Südkorea    | 1:46,02 min |           |
| 4     | Thomas Fraser-Holmes  | Australien  | 1:46,80 min |           |
| 5     | Dominik Kozma         | Ungarn      | 1:46,93 min |           |
| 6     | Sebastiaan Verschuren | Niederlande | 1:46,95 min |           |
| 7     | Kenrick Monk          | Australien  | 1:47,38 min |           |
| 8     | Artjom Lobusow        | Russland    | 1:48,26 min |           |

## Finale
30. Juli 2012, 19:43 Uhr MEZ
| Platz | Name                 | Nation             | Zeit        | Anmerkung |
| ----- | -------------------- | ------------------ | ----------- | --------- |
| 1     | Yannick Agnel        | Frankreich         | 1:43,14 min | NR        |
| 2     | Sun Yang             | China              | 1:44,93 min | NR        |
| 2     | Park Tae-hwan        | Südkorea           | 1:44,93 min |           |
| 4     | Ryan Lochte          | Vereinigte Staaten | 1:45,04 min |           |
| 5     | Paul Biedermann      | Deutschland        | 1:45,53 min |           |
| 6     | Robert Renwick       | Großbritannien     | 1:46,53 min |           |
| 7     | Thomas Fraser-Holmes | Australien         | 1:46,93 min |           |
| 8     | Danila Isotow        | Russland           | 1:47,75 min |           |

Zwischen Yang und Tae-hwan gab es ein totes Rennen, beide schlugen zeitgleich an. Die Silbermedaille wurde somit zwei Mal vergeben, die Bronzemedaille entfiel.

Agnel gelang der erste französische Olympiasieg auf dieser Strecke, Yang gewann die erste Medaille für China in dieser Disziplin.

Der Franzose schwamm die drittschnellste je geschwommene Zeit auf dieser Strecke. Nur Weltrekordler Biedermann und der Olympiasieger von Peking, Michael Phelps, waren schneller.

## Bildergalerie

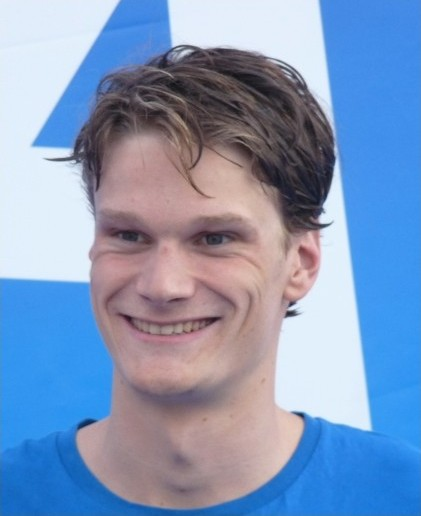
Olympiasieger Yannick Agnel (FRA)
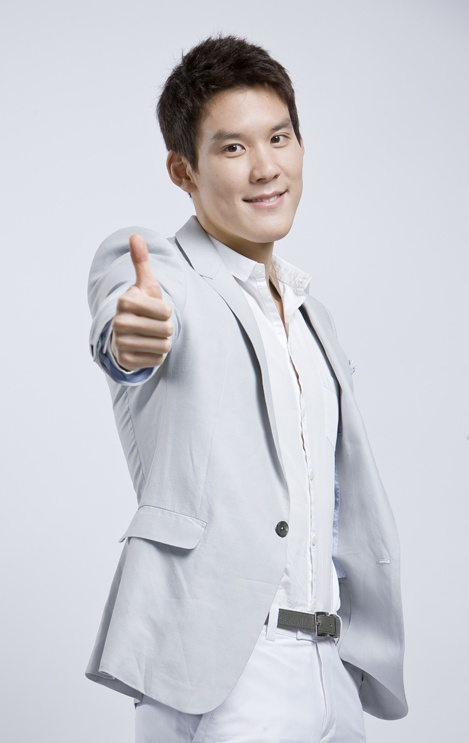
Park Tae-hwan (KOR), Gewinner der Silbermedaille
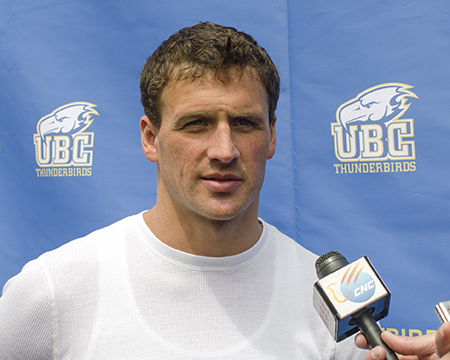
Ryan Lochte (USA) verpasst knapp die Medaillenränge und belegt im Finale Platz 4

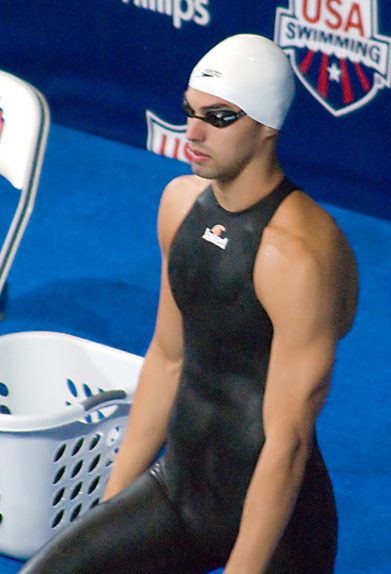
Ricky Berens (USA) scheitert im Halbfinale
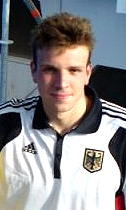
Der deutsche Meister Paul Biedermann erreicht im Finale Platz 5

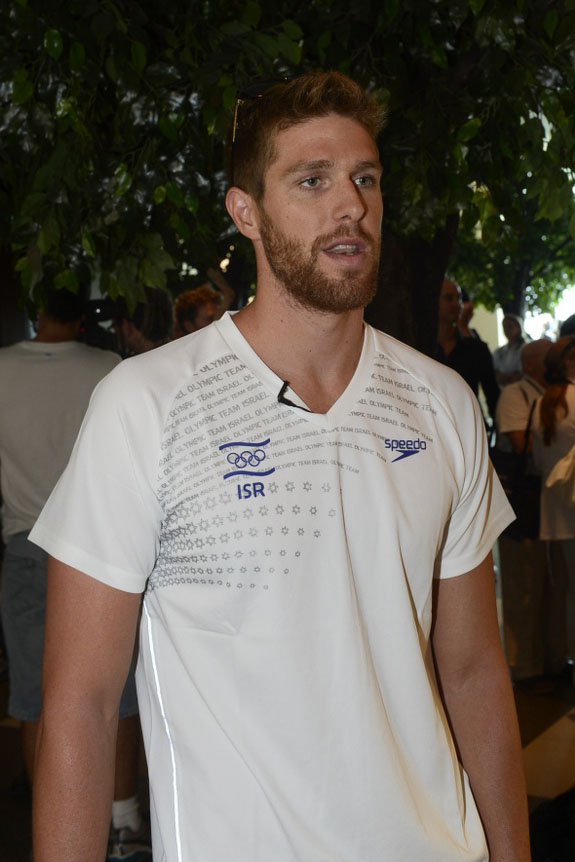
Nimrod Shapira Bar-Or (ISR) kommt über den Vorlauf nicht hinaus
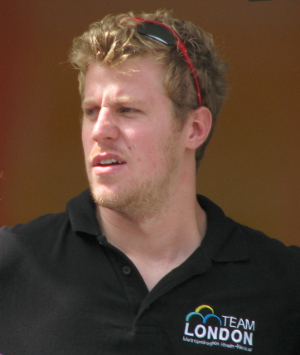
Clemens Rapp (GER) scheitert im Vorlauf
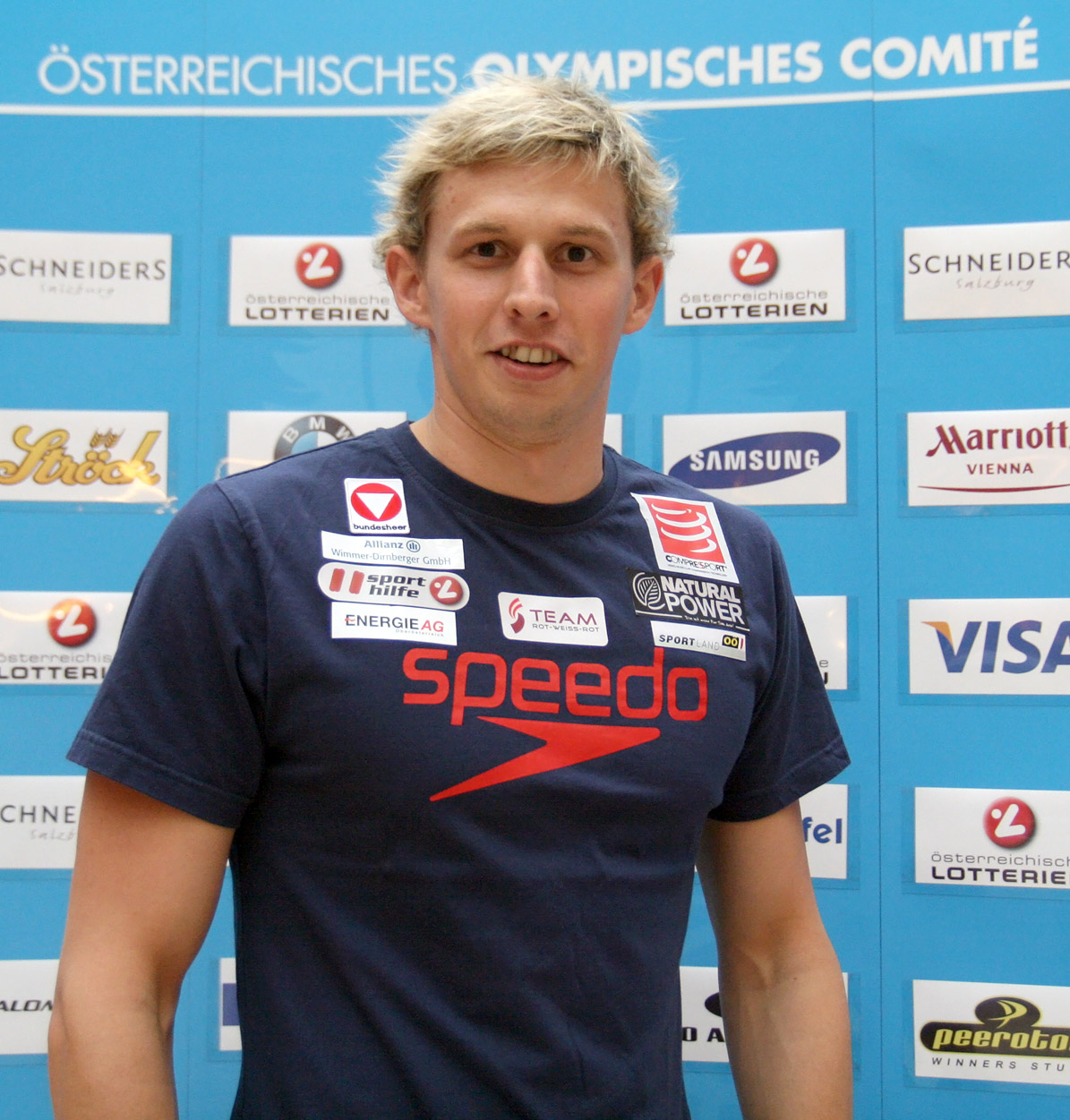
David Brandl (AUT) scheidet im Vorlauf aus